# The Raffaella Carrà Show
The Raffaella Carrà Show fu la settima tournée di Raffaella Carrà, effettuata nel 1982. Le coreografie furono curate da Sergio Japino e Luciana Verdeggiante, mentre i costumi da Luca Sabatelli.
Lo show si basa sul dodicesimo album della cantante Raffaella Carrà (1981), contenente molti successi latini come Caliente Caliente, Adios Amigo, Mama Dale 100 Pesetas e Super Rumbas. Venne certificato oro in Portogallo, Perù, Messico e doppio platino in Spagna e Argentina.
Raffaella atterrò in Sud America il 30 gennaio del 1982 e presentò al paese il suo nuovo show con uno speciale televisivo sul canale ATC dal nome Fantástica Raffaella.
Lo show iniziò a Buenos Aires (Argentina) al Teatro Gran Rex dove si esibì il 10, 11, 12 e 13 febbraio, per poi fare due  serate nello stadio del campus municipale di Maldolado e poi nella capitale Punta del Este. Dopo le prime serate, la cantante approda in Cile, presentando alla nazione il suo nuovo spettacolo al Festival de Viña Del Mar per due serate (21 e 22 febbraio).
Anche in Perù la cantante presentò lo spettacolo in televisione, con uno speciale televisivo chiamato "Rafaella Carra En Escena", filmato della sua prima serata nella nazione nel palazzetto Coliseo Cerrado a Cusco e poi nel Coliseo Amauta a Lima.
La tournée continuò in tutta l'America Latina fino in Messico, dove Raffaella si in molte date e fece tre serate nel locale El Patio, il più importante centro di spettacolo latino americano. Come Raffaella, veniva frequentato e si esibivano i più grandi cantanti di fama mondiale (come Frida Kahlo, Walt Disney, Edith Piaf, Sammy Davir Jr., Judy Garland, Louis Armstrong, Marlene Dietrich e molti altri).
Infine lo spettacolo raggiunse la Spagna dove fece numerose esibizioni per terminare a Costa De Sol.
Una particolarità di questo Show è che alla fine la cantante entrava in un razzo di carta che poi prendeva fuoco.

## Scaletta
- Raff Shaking (intro)
- Hay Que Venir Al Sur
- En El Amor Todo Es Empezar
- 5353456
- Lucas
- California
- Presentazione Ballerini
- Caliente Caliente
- Mama Dame 100 Pesetas ("Pesitos" in certe nazioni)
- Amore Amore
- Mexico Eres Tu
- Super Tango
- Super Rumbas
  - Me Pedías Un Beso
  - Caramba, Carambita
  - Me Va, Me Va
- Adios Amigo
- Balletto Ballerini
- I Thank You Life
- Noches Tropicales
- Fantasia Napoletana
  - Funiculì Funiculà
  - O Sole Mio
  - Comme Facette Mammeta?
  - Tu Vuò Fà L’Americano
  - Malafemmena
  - Guaglione
  - Io Mammeta E Tu
  - Torero
  - Maria Marì
  - Te Voglio Bene Assaje
  - Dove Sta Zazà?
  - A Rumba De Scugnizzi
- Raff Shaking
- Scena Razzo Incendiato
- Ringraziamenti
- Fiesta
- Rumore

## Ballerini
- Sergio Japino (anche coreografo)
- Ferdinando Piscitelli
- Chad
- Saverio Ariemma
- Claudio
- Orlando Ramirez
- Livio
- Leonardo Forte